# О погребу Митра Поповића, калфе трговачког рода из Мохача
О погребу Митра Поповића, калфе трговачког рода из Мохача је оригинална песма Луке Милованова Георгијевића. Настала је 1810. године. Издата је 1833. године у делу Опит настављења к србској сличноречности и слогомјерју или просодии

## О песми
Лука Милованов Георгијевић је написао две дечије песме 1810. године које је хтео да публикује у свом делу Опит настављења к србској сличноречности и слогомјерју или просодии. Трећа песма је О погребу Митра Поповића, калфе трговачког рода из Мохача. Писана је у шестостопним стиховима и испевана је у елегичном тону.
Мотив је прерана смрт сина мајке која неочекивано доживљава губитак свог заштитника. Трагедија је још већа јер се уместо радости због женидбе, мајка суочава са смрћу свог сина.